# Смолян
Смо̀лян е град в Южна България, разположен в Переликско-Преспанския дял на Западните Родопи при голяма средна надморска височина от 1035 m, което го прави най-високо разположения областен град в България. Намира се на 10 km от един от най-големите зимни курорти в България – Пампорово и Мечи Чал. Градът е образуван на 18 юни 1960 г. от градовете Смолян и Устово, както и от селата Райково и Езерово. Той е административен център на община Смолян и област Смолян. Смолян е и един от най-дългите градове в България – близо 25 km, което се дължи на линейното му застрояване по поречието на река Черна и река Бяла. По данни на ГРАО към 15 юни 2024 г. в града живеят 27 585 души по настоящ адрес и 30 047 души по постоянен адрес.

## География
Град Смолян е разположен в централната част на Родопите, Южна България. Намира се на 87 km западно от Кърджали, на 245 km от столицата София, на 96 km южно от Пловдив, на 436 km от Варна и на 319 km от Бургас. Заема по-голямата част от котловината на река Черна. По двата бряга на реката в посока запад-изток се намират трите големи квартала – Смолян, Райково и Устово. Летата са прохладни и влажни, зимата е мека, пролетта – хладна и есента – слънчева и топла. В Смолян преобладават източните ветрове.
Квартали на града са:
- Езерово
- Каптажа
- Невястата
- Нов център
- Горно Влахово
- жк Петровица
- Станевска махала
- Горно Райково
- Долно Райково
- Стар център
- Хамзово
- Устово
- жк Прогресите 1
- жк Прогресите 2
- жк Прогресите 3
- Средок
- Промишлена зона „Север“
- Промишлена зона „Юг“
- Промишлена зона „Петровица“
- Промишлена зона „Бяла река“

## История

### Античност и Средновековие
Името на Смолян идва от славянското племе смоляни, които населявали този край. Смята се, че селището датира от дълбока древност. Носил е имената Езерово, Ахъ Челеби, Пашмакли и пр. Според античния гръцки историк Херодот този край е бил населен с траки около 2500 – 3000 години преди началото на нашето летоброене.
В местността „Могилата“ са открити останки от късноантичен християнски комплекс, използван през V – VII век и включващ базилика и разположени северно от нея стопански сгради.

### Османски период
След падането на българската държава под османска власт със султански ферман от 1519 г. Среднородопието е предоставено на придворния лекар Ахъ Челеби, поради което тези земи са известни с името Ахъ Челеби. В османски документи от 17 век селището, съществувало на мястото на днешния Смолян, се споменава като Езерово. По-късно то е преименувано в Башмаклъ, а впоследствие е променено в Пашмаклъ и Пашмакли. С това име остава до 1934 г.
В периода 1871 – 1872 г. каазата Ахъ Челеби с централно селище Пашмакли включва 14 села с общо 4191 домакинства: 2961 на българи мохамедани, 1500 на българи християни и 240 на цигани. Между 1896 и 1900 г. християнското население в селото преминава под върховенството на Българската екзархия.
През 1912 г. в Ахъ-челебийска кааза вече живеят 8252 семейства, от които 2815 българи екзархисти, 140 българи патриаршисти и 5297 българи мохамедани (Любомир Милетич, „Разорението на тракийските българи през 1913 г.“)
През 1912 г. в Пашмакли живеят 320 семейства българи мохамедани, 80 семейства българи екзархисти и 40 семейства българи патриаршисти.
В Устово през 1912 г. живеят 420 семейства българи екзархисти, а в Горно и Долно Райково – общо 700 семейства българи екзархисти, 100 семейства българи патриаршисти и 70 семейства българи мохамедани.

### След Освобождението
През 1934 година Пашмаклии е преименуван в Смолян със Заповед 2820, с която са преименувани общо 1043 населени места в България. През 1936 година около запазените развалини на старата крепост Аетос (Орел) над Смолян са направени разкопки, разкрили крепостни зидове от камък и хоросан, дебели близо 2 m, и старо славянско селище Могилата.
На 18 юни 1960 година градовете Смолян и Устово и селата Райково и Езерово се обединяват в град Смолян. Смолян е бил стар административен център, Райково е било занаятчийски център, а Устово – търговски.

## Население
По данни на ГРАО към 15 юни 2024 г. в града живеят 27 585 души по настоящ адрес и 30 047 души по постоянен адрес.
Численост на населението според преброяванията през годините:
| \| Година на преброяване \| Численост \| \| --------------------- \| --------- \| \| 1934 \| 7307 \| \| 1946 \| 8255 \| \| 1956 \| 10 725 \| \| 1965 \| 17 448 \| \| 1975 \| 28 492 \| \| 1985 \| 31 295 \| \| 1992 \| 34 086 \| \| 2001 \| 33 091 \| \| 2011 \| 30 642 \| \| 2021 \| 25 555 \| \| 2022 \| 24 920 \| |           |
| Година на преброяване | Численост |
| 1934 | 7307      |
| 1946 | 8255      |
| 1956 | 10 725    |
| 1965 | 17 448    |
| 1975 | 28 492    |
| 1985 | 31 295    |
| 1992 | 34 086    |
| 2001 | 33 091    |
| 2011 | 30 642    |
| 2021 | 25 555    |
| 2022 | 24 920    |

## Личности
Родени в Смолян
- Александър Чобанов (р. 1979) – сценарист
- Антоанета Френкева (р. 1971) – плувкиня, олимпийска медалистка от Сеул 1988
- Аня Пенчева (р. 1957) – актриса
- Борис Радев (режисьор) (р. 1966) – филмов и театрален режисьор
- Величко Чолаков (1982 – 2017) – щангист
- Георги Казалиев (1927 – 2012) – учител и общественик
- Добрина Чешмеджиева (р. 1973) – журналистка и телевизионна водеща
- Елвира Георгиева (р. 1962) – поп певица
- Иванка Моралиева (р. 1983) – състезател по плувен маратон
- Йордан Гривнев – илюзионист с псевдоним Дан Кристо, работещ в Швейцария, Франция, Австрия и Италия
- Мариана Павлова (р. 1962), дъщеря на Христина Лютова – народна певица, в рекордите на Гинес с най-нисък женски глас
- Петър Коруев – прочут български скулптор и металопластик
- Силвана Чаушева (р. 1995) – волейболистка във Волей (Соверено, Италия)
- Стефан Станчев (р. 1989) – футболист в Черно море (Варна)
- Стайко Мурджев (p. 1984) – театрален режисьор
- Стоян Радев (режисьор) (р. 1971) – режисьор на сериала „Четвърта власт“
- Христина Лютова (1940 – 2020) – народна певица, „родопският каба-глас“
- Христо Христов (алпинист) (1977 – 2004)
- Даниил Български (р. 1972) – Патриарх на България

Свързани със Смолян
- Валя Балканска (р. 1942) – народна певица
- Васко Василев (р. 1970) – цигулар
- Константинос Сарделис – почетен представител на гръцкото посолство
- Младен Койнаров (1945 – 2018) – народен певец, почетен гражданин на Смолян[12]
- Ненчо Илчев (р. 1972) – актьор и илюзионист с псевдоним Бате Енчо
- Никола Гигов (1937 – 2016) – поет и писател
- Стефан Данаилов (1942 – 2019) – актьор
- Филип Лхамсурен – пътешественик и писател
- Христо Стоянов (писател) (р. 1956) – писател и преводач

## Религии
Смолян е център на архиерейско наместничество на Пловдивската епархия на Българската православна църква. От 19 април 2008 г. Смолян отново, след десетилетия, е издигнат във владишки център, начело на който е назначен константийският епископ Антоний. Същевременно новият владика остава подопечен на Пловдивска епархия на Българската православна църква.
В град Смолян също така се намира и седалището на районното мюфтийство, което е постоянно действащ регионален изпълнителен орган на Главното мюфтийство в София, представляващо мюсюлманската общност в България. В Смолян има 2 действащи джамии – в кв. „Горно Влахово“ и кв. „Каптажа“.
В град Смолян след 1991 г. има и протестанти (адвентисти и евангелисти).

### Православни храмове
Православните храмове в града са 7, като един от тях – катедралният храм „Свети Висарион Смоленски“, е втори по големина в страната след храм-паметника „Свети Александър Невски“ в София (надминавайки катедралите във Видин и Варна).
- храм „Свети Георги Победоносец“
- храм „Света Богородица“
- храм „Свети Теодор Стратилат“
- катедрален храм „Свети Висарион Смоленски“
- храм „Света Неделя“
- храм „Свети Николай Чудотворец“
- храм „Свети Дух“

### Протестантски църкви
- Евангелска Петдесятна Църква „Христос Спасител“ – Смолян
- Деноминационна църква „Божията църква“
- Християнска Църква „Света Троица“ – Смолян
- Църка на адвентистите от седмия ден

В града освен тези храмове има и близо десетина параклиса, като най-новият е „Покров на Пресвета Богородица“, открит през 2010 г.
Смолянските археолози откриват и проучиват най-старата църква в землището на града. В местността Могилата (3 km северозападно от Смолян, непосредствено до пътя за Пампорово) е открит раннохристиянски манастирски комплекс от V – VI в. Откритата в центъра на комплекса трикорабна базилика има тристенна апсида, едноделен нартекс и северно помещение към нея. Дължината е 19,50 m, ширината – 12 m, а заедно със страничното преддверие – 17 m. Вътрешните размери на наоса са 12 х 10,60 m, едноделен нартекс – 10,60 х 3,40 m. Манастирската сграда заема площ 310 m2 и има пет помещения, отделно магерница (кухня) – 8,80 х 4,80 m и две пещи, застлани с огнеупорни тухли. Манастирският комплекс е разполагал със собствена стъкларска работилница.
В историята на най-старата смолянска черква се установиха два периода – от втората половина на V до края на VI в. и от края на IX до края на XIV в., когато била разрушена от османците. Съществуването на манастирския комплекс съвпада с първия период от функционирането на базиликата. Новооткритият раннохристиянски комплекс край Смолян, както и по-рано проучените култов център край с. Барутин (с трикорабна базилика от края на IV в.) и култов център „Гела“ (с трикорабна базилика от VI в.) потвърждават писмените сведения за налагането на християнската религия в тази част на стратегическата планина.

## Политика

### Кмет
От 2011 г. насам кмет на Смолян е Николай Мелемов от ГЕРБ.

### Побратимени градове и партньори
- Белци, Молдова
- Ейлат, Израел
- Зул, Германия
- Калуга, Русия
- Кишпещ, Унгария,
- Контрагуера, Италия
- Ксанти, Гърция
- Мартинсикуро, Италия
- Нови Сонч, Полша
- Пендик, Турция
- Пори, Финландия
- Слуцк, Беларус
- Сю Чанг, Китай
- Мотрил, Испания

## Икономика и инфраструктура

### Характеристика
Градът е седалище на фирми в техническата и обслужващата сфера. След 2000 г. се наблюдава осезаем напредък на града. Изградена е нова главна улица (2003), построени са нови хотели, заведения и дискотеки. Инвестициите в града се увеличават с огромни темпове. Един от най-мащабните проекти не само за Смолян, но и за цяла България, е ски-център Перелик. Предвижда се инвестициите да надхвърлят 400 милиона евро. Ще се изградят 217 km писти за 27 000 скиори, 1500 оръдия за сняг, паркинг със 7740 места, тематични паркове за 4400 посетители. В града отварят врати множество фирми. На Смолян е присъден дългосрочен кредитен рейтинг А с положителна перспектива. Мащабна инвестиция в размер на 5 милиона лева за закупуването на 11 нови противопожарни автомобила „Renault“ заменят старите. В рамките на две години (от 2004 до 2006) инвестициите в инфраструктурни обекти достигат 50 милиона лева. През месец октомври 2007 г. е избран и инвеститорът по спортно-туристическия център „Момчиловци“. Инвестициите в СТЦ „Момчиловци“ се предвижда да надминат 250 милиона евро. Предстои изграждането на голф игрище, ледени пързалки, писти, игрища за футбол, тенис корт, сноуборд, велоалеи, конни бази и др. Всички тези проекти доказват, че туризмът е приоритетен отрасъл за Смолян.
За 2007 г. строителните инвестициите в общината възлизат на близо 51 милиона лева и са построени 86 нови обекта. През 2008/2009 г. започва и изграждането на два търговско-развлекателни комплекса от типа мол.

### Транспорт
Смолян разполага с две автогари – „Автогара Смолян“ и „Автогара изток“ в кв. Устово. Обслужват се редовни линии до Пловдив, София, Кърджали и много градове в областта, а през летния сезон се обслужва редовна линия до Слънчев бряг. Градският транспорт се обслужва от три фирми, които покриват повече от 16 линии.
Градски основни автобусни линии са:
- Линия 1 – Синдикат – кв. Каптажа
- Линия 2 – с. Влахово – Автогара Смолян
- Линия 3 – ж.к. Петровица – Автогара Смолян
- Линия 10 – Автогара Смолян – кв. Устово – с. Момчиловци
- Линия 13 – Автогара Смолян – Бункера – с. Смилян

В общинската транспортна схема са включени още няколко допълнителни автобусни линии (номера 4, 6, 8, 9, 11, 14, 17, 18 и др.). Обслужват се и междуселищни линии до селата в община Смолян.

### Медии
В града има 2 местни телевизии – „Родопи Сат“ и „Фотон К“. Местният вестник е Отзвук и се разпространява на територията на Смолянска област. Местният новинарски сайт е www.otzvuk.bg.
В Смолян свободно се приемат следните ефирни радиостанции (с честота, MHz): The Voice (88,2), Витоша (90,9), Веселина (94,3), Христо Ботев (96 – 99,2), Фокус (95,6 и 96,8), Radio Bulgaria on air (97,7), Хоризонт (101,6 – 105), Пловдив (103,1), Радио 1 (97,3 и 104,5) и Дарик Радио (107 – 93,2).

### Образование
Градът разполага с технически колеж и филиал на Пловдивския университет, филиал на Варненския свободен университет „Черноризец Храбър“ и частен професионален колеж по охрана и сигурност „Св. Георги Победоносец“.
Основни училища в града са:
- ОУ „Юрий Гагарин“
- ОУ „Стою Шишков“
- ОУ „Иван Вазов“[16]
- ОУ „Асен Златаров“

Профилирани средни училища в Смолян са:
- ППМГ „Васил Левски“[17]
- ЕГ „Иван Вазов“[18]
- ПГИ „Карл Маркс“[19]
- СУ „Отец Паисий“[20]
- ПГТТ „Христо Ботев“
- ПГС „Никола Вапцаров“
- Професионална гимназия по туризъм[21]
- СУ „Кирил и Методий“[22]
- Професионална гимназия за приложни изкуства
- Професионална гимназия по строителство „Никола Вапцаров“

## Култура и развлечения
Регионалният исторически музей и Планетариумът са част от Стоте национални туристически обекта на Български туристически съюз.

### Редовни събития
Смолян е център на значими културни прояви – Национален фолклорен събор „Рожен“, международните младежки фолклорни „Орфееви празници“, международен младежки хип-хоп фънк фестивал Jam On It, международен пленер по живопис, Майски културни тържества, традиционния празник на кукерските и маскарадни игри „Песпонеделник“ в с. Широка лъка, международен етно-джаз фестивал July Jazz.
На 21 октомври е празникът на Смолян по повод Освобождението на Родопите от османско владичество по време на Балканската война – 1912 г. и др.

### Музика и хореография
В град Смолян през 1960 г. е създаден Ансамбълът за народни песни и танци „Родопа“, който има важна роля в запазването и популяризирането на родопския фолклор. Отличен е с редица престижни отличия и награди за дейността си.

### Музеи и обсерватории
- Национална астрономическа обсерватория - Рожен
- Планетариум с народна астрономическа обсерватория
- Регионален исторически музей

### Театър и галерии
- Родопски драматичен театър „Николай Хайтов“
- На 3 януари 2011 г. е вписан в Националния регистър Родопски народен театър „Орфей“ като самостоятелно юридическо лице с основна дейност – продължаване на традициите на театралното изкуство в Родопския край. На 13 януари 2011 г. с Удостоверение № 3 (622) Министерството на културата е регистриран като културна организация, съгласно чл. 14, ал. 4 от Закона за закрила и развитие на културата. Идеята е на писателя Светозар Казанджиев и на актьора от РДТ Румен Бечев.
- Художествената галерия, притежаваща платна на най-големите български художници.[23]

### Библиотеки и читалища
В град Смолян функционират Регионална библиотека „Николай Вранчев“ и четири читалища:
- Народно читалище „Христо Ботев – 1871“[24]
- Народно читалище „Кирил Маджаров – 1866“, квартал Устово[25]
- Народно читалище „Орфееви гори – 1870“, квартал Райково[26]
- Народно читалище „Балкански просветител – 1871“, квартал Райково[27]

През 1956 година група ентусиасти начело с младия диригент Сашо Чобанов сформират към читалище „Христо Ботев“ в Смолян естрадно-джазов състав с група вокалисти към него. В първата оркестрова формация участват Ксения Иванова – пиано, Манол Кисьов – кларнет и алт-саксофон, Тодор Маринов контрабас и Радко Рибицов ударните инструменти. По-късно формацията прераства в биг бенд. Вокалисти са ръководителят на състава С. Чобанов, Стефана Гозманова, Мария Кафелова, Анастас Попанастасов, Атанас Пацев и Христо Христов (Хитата). В концертния репертоар на състава се включват песни и мелодии от различни стилове на попа и джаза от онова време. Първата концертна изява е регистрирана през март 1956 година в стария военен клуб на Смолян.

### Кино
През месец май 2013 година в град Смолян отвори врати 3D кино от веригата „Арена“.

### Спорт и спортни съоръжения
Градът е дал на България много спортисти, сред които има олимпийски медалисти, световни и европейски шампиони. Олимпийски медалист е Антоанета Френкева, която е първата българска плувкиня с два олимпийски медала (сребърен и бронзов) от Летните олимпийски игри в Сеул през 1988 година, когато е на 17 години. Също така и Величко Чолаков, който извоюва бронзов медал от олимпиадата в Атина. Горд възпитаник на спортното училище в Смолян е и Петър Стойчев, той е седемкратен носител на световната купа по плувен маратон. И за да затвърди Смолян като град на плувци-таланти Иванка Моралиева е най-известната българска плувкиня – 7 златни медала от републикански първенства, трета в света в плувния маратон. Смолянското момиче Спаска Топалова спечели два златни медала в Световните зимни игри на „Спешъл Олимпикс – Айдахо (САЩ) 2009“.
В Смолян функционират различни спортни клубове с най-разнообразни дисциплини. Местен футболен отбор е Родопа (Смолян), който се състезава в Източна „Б“ футболна група. В града има още Волейболен клуб Родопа, Спортен клуб по вдигане на тежести „Родопа“ (с над 200 медала от републикански първенства), Спортен клуб по ориентиране „СИЛВА-92“, Ски клуб „Пампорово“ и Ски клуб „Родопа“, Спортен клуб по спортни танци „Фен-85“. Съществуват и множество клубове по бойни изкуства като много от тях имат призови места в републикански, европейски и световни първенства.
Град Смолян разполага с два футболни стадиона, спортна зала, 2 закрити и 1 открит плувни басейни, тенис кортове, площадки за скейтборд, баскетбол и др.
Смолян е с дълги традиции в зимните спортове. Близостта на курорта Пампорово предоставя прекрасни възможности за практикуването на ски спортове и провеждането на различни състезания по ски, сноуборд, ски-бягане от национален и международен ранг. В зимния курорт са изградени 30 километра ски-писти и 11 километра въжени линии и влекове. Ски центърът предлага условия както за майсторите скиори, така и за начинаещите в спорта, които могат да ползват обучение и екипировка. Сноубордът е другият зимен спорт, утвърден в Родопите и предпочитан от по-младите хора. Тук се практикува свободният стил и спускането.
От 2012 година на територията на курортен комплекс Пампорово функционира и специализиран парк за практикуване на планинско колоездене и днес е най-големият на Балканите. Във велопарк Пампорово се провеждат ежегодни международни състезания от най-висок клас, а курортът е бил домакин на Европейско първенство в дисциплините спускане и 4Х през 2013, Балканско първенство в олимпийската дисциплина крос-кънтри и кръг от Световните 4Х Серии „4X Pro Tour“ през 2014 година. Днес работи и зона Мечи чал и така велопаркът има над 50 км трасета и маршрути за планинско колоездене за всички възрасти и за хора с различни умения.

### Кухня
В Смолян се приготвят деликатеси като качамак, пататник, клин, най-различни ястия с картофи, катми и чевермета, сармички, боб в гърне и др. А киселото мляко е с отлични вкусови качества.

### Забележителности
В Смолян има множество църкви, които представляват забележителност за посетителите. Други забележителности в Смолян са: Мерамовата, Сариевата и много други възрожденски къщи, художествената галерия, Али-бейският конак, Пангаловата къща, Медникарската чаршия и др.

## Други
На Смолян е наречена улица „Смолянска“ в квартал „Лагера“ в София (Карта).

## Галерия
- Стенопис (детайл), Храм „Св. вмца. Неделя“, кв. Райково
- Технически колеж, ул. „Дичо Петров“, Смолян
- Невястата
- Барелеф на сграда на ул. „Миньорска“
- Площад „Свобода“ и булевард „България“
- „Един за всички и всички за един“ – кв. Райково
- Изкуство в кв. „Устово“, Смолян
- Квартал „Каптажа“, Смолян
- Станевска махала
- Квартал „Устово“, Смолян
- Исторически музей